# Chris Bonington
Christian John Storey Bonington (nacido el 6 de agosto de 1934 en Hampstead, Londres) es un montañero británico.
Su carrera incluye diecinueve expediciones al Himalaya, incluyendo cuatro al Monte Everest y la primera ascensión de la cara sur del Annapurna.

## Ascensiones notables
- 1960: Annapurna II (1.ª ascensión), con Richard Grant y el sherpa Ang Nyima;
- 1961: pilar central del Freney, Mont Blanc (1.ª ascensión), con Ian Clough, Don Whillans y Jan Długosz;
- 1962: pared norte del Eiger, junto a Ian Clough;
- 1963:  Torre Central del Paine, en la Patagonia chilena (1.ª ascensión), con Don Whillans;[1]
- 1964: Cima del Este NE Ridge, Dents du Midi (1.ª ascensión), con John Harlin y Rusty Baillie;[2][3]
- 1965:  Coronation Street, Cheddar Gorge (1.ª ascensión);
- 1966:  Old Man of Hoy (137 m) (1.ª ascensión), con Tom Patey;
- 1973:  Brammah (6411 m) (1.ª ascensión), con Nick Estcourt;
- 1974:  Changabang, Garhwal Himalaya (6864 m) (1.ª ascensión), con Don Whillans, Doug Scott y Dougal Haston;
- 1975: Cara suroeste del monte Everest (8848 m);
- 1977:  Baintha Brakk (7285 m) (1.ª ascensión) con Doug Scott;
- 1981:  Kongur Tagh (7719 m) (1.ª ascensión), con Joe Tasker, Al Rouse y Pete Boardman;
- 1983:  cima oeste del Shivling, Gangotri (6501 m) (1.ª ascensión);
- 1983:  macizo Vinson (4897 m) (escalando en solitario);
- 1985: monte Everest (8850 m) como miembro de la Expedición Noruega al Everest.
- 1987: Menlungtse (7181 m) intento FA de pico principal via South Buttress, hasta 6100 m; con Odd Eliason, Bjorn Myrer-Lund, Torgeir Fosse, Helge Ringdal (todos noruegos) y Jim Fotheringham (UK).[4]
- 1988: Menlungtse oeste (7023 m) FA vía contrafuerte oeste, (líder de la expedición). Cima alcanzada por Andy Fanshawe y Alan Hinkes (ambos británicos), con David Breashears y Steve Shea (ambos estadounidenses) de apoyo.[5]
- 2014: The Old Man of Hoy (137 m, 450'),  para festejar su 80.º cumpleaños y recaudar fondos contra la esclerosis lateral amiotrófica.[6]

## Expediciones como líder
- 1970: Expedición británica de 1970 a la cara sur del Annapurna, exitosa, cima alcanzada por Dougal Haston y Don Whillans; muerte de Ian Clough;
- 1972: Monte Everest (cara suroeste), fallida;
- 1975: Expedición británica de 1975 a la cara suroeste del monte Everest, exitosa, cima alcanzada por Doug Scott, Dougal Haston, Peter Boardman, Pertemba Sherpa y Mick Burke; muerte de Burke;
- 1978: K2 (cara oeste), fallida; muerte de Nick Estcourt;
- 1982: Monte Everest (arista noreste), fallida; muerte de Peter Boardman y Joe Tasker;

Aunque líder de la expedición, Bonington no llegó a la cima de estos picos en ninguna de estas expediciones.

## Monte Everest récord
Chris Bonington se convirtió brevemente en la persona de mayor edad en alcanzar la cima del monte Everest en abril de 1985, a la edad de 50 años. Fue superado por Richard Bass (de Seven Summits), quien llegó a la cima más tarde esa misma temporada a los 55 años, cinco años mayor que Bonington. El récord se superó varios años más tarde.

## Vida personal
Bonington ha escrito o editado numerosos libros sobre montañismo y sus experiencias, ha aparecido en numerosas ocasiones en televisión y ha recibido numerosos honores, entre ellos el de rector de la Universidad de Lancaster de 2005 a 2014. Es presidente honorario del Hiking Club y del Club de Montañismo de la Universidad de Lancaster, contando la universidad con un barco con su nombre en su Boat Club. Sucedió a Edmund Hillary como presidente honorario de Mountain Wilderness, una ONG internacional dedicada a la preservación de las zonas montañosas, en sus aspectos naturales y culturales.
Vive en Cumbria desde 1974. La primera esposa de Bonington, Wendy, una ilustradora de libros infantiles, murió el 24 de julio de 2014 a causa de una esclerosis lateral amiotrófica, lo que impulsó a Bonington a apoyar a organizaciones benéficas centradas en ese trastorno. Tuvieron tres hijos: Conrad (fallecido con dos años en 1966, al ahogarse accidentalmente en un estanque del jardín), Daniel y Rupert. Bonington se casó en segundas nupcias el 23 de abril de 2016 con Loreto McNaugt-Davis, viuda del alpinista y presentador de televisión Ian McNaugth-Davis, que había fallecido en febrero de 2014. La ceremonia tuvo lugar en Londres en presencia de unos sesenta familiares y amigos.